# Сербское гестапо
1-й белградский особый боевой отряд (более широко известен как «Сербское гестапо» ― серб. Српски Гестапо) ― специальное полицейское подразделение, которое было создано немецким гестапо на территории Военной администрации в Сербии во время Второй мировой войны.

## История

### Предыстория
6 апреля 1941 силы стран Оси вторглись в королевство Югославия. Плохо оснащенная и слабо обученная югославская армия была быстро разгромлена. Югославия была расчленена, а Сербия урезана до границ 1912 года и на её территории организовано оккупационное правительство. Поскольку немцы не могли разместить на Балканах достаточный контингент войск из-за сражений на Восточном фронте, они искали местных руководителей, которые могли бы организовать полицейские отряды вместо них. В Сербии на их призыв откликнулся Милан Недич, политик, ещё до войны известный своими симпатиями по отношению к Оси.

### Формирование
Германская администрация использовала ряд нерегулярных вооруженных формирований, чтобы помочь стабилизировать ситуацию в регионе. Одним из таких формирований был 1-й белградский особый боевой отряд, сформированный в середине 1942 года немецким гестапо без оповещения Недича и его правительства. Решение о создании отряда было принято Оберфюрером СС Эммануэлем Шефером, который был назначен главой германского гестапо в Сербии. Целью его деятельности было образование «местной сербской организации, посредством которой гестапо могло бы оказывать большее влияние на режим Недича». Капитан Страхиня Янич, завербованный немцами агент и член сербского фашистского движения Збор был назначен Шефером на пост руководителя новой организации. Янич приступил к подбору кандидатур для службы в отряде из таких коллаборационистских образований, как Сербская государственная стража и Сербский добровольческий корпус. Привлекались также старшеклассники, купцы и чиновники из недичевской администрации. Бойцы отряда сразу же начали называть себя «сербским гестапо». Между тем, Янич начал видеть себя в качестве замены Недичу, желая стать фюрером в национал-социалистической Сербии. В этом начинании его должны были поддержать первые двенадцать членов его отряда (которых он называл своими «апостолами»), заняв самые высокие государственные должности. Кроме того, Янич обратился с предложением к Феликсу Бенцлеру, представителю Рейхсминистерства иностранных дел и Августу Мейснеру, главе СС в Сербии, чтобы ему поручили создание двух сербских дивизий СС, одну из которых можно было бы отправить на Восточный фронт, а вторую ― в Северную Африку. Когда Недич узнал о намерениях Янича, он приказал его арестовать и расформировать 1-й белградский особый боевой отряд. Янич был впоследствии помещён в концлагерь Баница, но затем был отпущен по приказу немецкого гестапо.

### Боевые операции
Между 1942 и 1944 годами 1-й белградский особый боевой отряд принимал активное участие в боевых действиях в регионе Срем Независимого государства Хорватии. В конце 1942 года отряд насчитывал 145 членов. Штаб-квартира соединения находилась в бывшей школе, где осуществлялись пытки и убийства. Отряд задумывался немцами как элитное формирование, которое будет действовать против югославских партизан. Однако, Янич был больше озабочен узурпацией власти Недича, чем борьбой с коммунистами. 22 февраля 1943 года Недич направил меморандум Шеферу, в котором протестовал против деятельности отряда Янича.

### Расформирование
После получения меморандума, Шефер поделил 1-й белградский особый боевой отряд на две части. Янич и двадцать шесть его бойцов покинули Белград и отправились в Берлин, где они продолжили работать на немецкое гестапо. Ещё тридцать три члена отряда остались в Белграде под руководством заместителя Янича, Светозара Нечака. Там они работали над выполнением конкретных задач, поставленных им немцами. Им не разрешалось носить немецкую форму, и им было приказано подрывать деятельность партизан, а не администрации Недича. В Берлине Янич приказывал своим людям проникать в ряды югославских подневольных работников, используя такие методы, как шантаж, грабёж и провокация, с целью выявления сочувствующих партизанам. Несмотря на все эти усилия, действия Янича были признаны «[вредными] для германских интересов», и в мае 1944 года он был заменен на своём посту двумя другими членами своего отряда.

## Форма бойцов отряда
Иногда члены отряда носили форму четников Драголюба Михиловича. В некоторых случаях они использовали немецкую военную форму и притворялись, что не знают сербского языка.